# ساختار علی
در فیزیک ریاضی، ساختار عِلّی (به انگلیسی: Causal structure) یک منیفلد لورنتزی روابط سببی (علی) بین نقاط در منیفلد را توصیف می‌کند.